# 青山恵子
青山 恵子（あおやま けいこ）は日本の声楽家、メゾ・ソプラノ歌手。

## 来歴
島根県出雲市出身。声楽を森山俊雄、須賀靖和、畑中更予から、邦楽を西垣勇三、平井澄子、民謡を本條秀太郎、早坂光枝から指導を受ける。東京藝術大学声楽科卒業。1987年、声楽では日本初の博士号を、テーマ「日本歌曲の歌唱法の実践的研究 - 伝統音楽との接点 -」で取得。東京藝術大学大学院博士課程修了。博士号取得記念リサイタル「安達ケ原の鬼女」（サントリーホール）を開催。

## 人物
博士号取得後も洋楽と伝統音楽の歌唱法の融合を研究し、リサイタルや講演会等で成果を発表している。日本歌曲はもとより邦楽器伴奏の作品や語り物、モノオペラなど様々なジャンルに取り組む。東京室内歌劇場会員。奏楽堂「日本歌曲コンクール」審査委員も務める。

## 受賞
- 1975年 - 四家文子主宰・波の会「第1回日本歌曲コンクール」1位
- 1998年 - ミュージックペンクラブ「コンサート・パフォーマンス賞」を受賞

## ディスコグラフィー
- 「猪本隆作品による語り歌曲の世界」（猪本隆 作曲、ALM RECORDS、1995年）
- 「うぐひす 日本のうた世界」（メディアリング、1996年）
- 「白い曼珠沙華 青山恵子が歌う中島はるの世界」（中島はる 作曲、青山恵子 メゾ・ソプラノ、牧原伸一郎 尺八、佐保邦子 筝、ティンパニー、1997年）
- 「あはれ」（増本伎共子 作曲、音楽之友社、1998年）
- 「悲歌」（猪本隆 作曲、三縄みどり ソプラノ、青山恵子 メゾ・ソプラノ、竹澤嘉明 バリトン、塚田佳男 ピアノ、音楽之友社、1998年）
- 「猪本隆 メモリアル・コンサート」（猪本隆 作曲、釜洞祐子 ソプラノ、青山恵子 メゾ・ソプラノ、竹澤嘉明 バリトン、塚田佳男 ピアノ、ALM RECORDS、2002年）
- 「青山恵子名歌集 紡ぎゆく歌ものがたり」（青山音楽事務所、2008年）
- 「白いうた 青いうた」（鮫島有美子 ソプラノ・口笛、三縄みどり ソプラノ、青山恵子 メゾ・ソプラノ、新実徳英 作曲、秦はるひ 演奏、奥山佳代子 演奏、斎藤雄介 演奏、海上なぎさ 演奏、浅野久江 演奏、大野恭史 演奏、日本伝統文化振興財団、2008年）
- 「Crossroads Vol.2 いろはにほへと 日本語(ことば)と邦楽器」（高橋久美子 作曲、青山恵子 メゾ・ソプラノ、石川高 笙、首藤久美子 琵琶、てん・仁智 箏、本條秀慈郎 三味線、松尾慧 篠笛、山本亜美 二十五絃箏、ALM RECORDS、2017年）

## 論文
- 「日本歌曲における歌唱法の実践的研究 : 伝統音楽との接点、その考察と実践論」『東京芸術大学音楽学部紀要』13, 1-38, 1987, NAID 110004872477